# Blåvandshuk
Blåvandshuk é um município da Dinamarca, localizado na região sudoeste, no condado de Ribe.
O município tem uma área de 223 km² e uma  população de 4 368 habitantes, segundo o censo de 2004.